# Argulus patagonicus
Argulus patagonicus is een visluizensoort uit de familie van de Argulidae. De wetenschappelijke naam van de soort is voor het eerst geldig gepubliceerd in 1943 door Ringuelet.